# Aguanga, California
Aguanga, California (енгл. Aguanga) насељено је место без административног статуса у америчкој савезној држави Калифорнија.

## Демографија
По попису из 2010. године број становника је 1.128.
| Група             | 2000.    | 2010.       |
| Белци             | 0 (0,0%) | 781 (69,2%) |
| Афроамериканци    | 0 (0,0%) | 11 (1,0%)   |
| Азијати           | 0 (0,0%) | 24 (2,1%)   |
| Хиспаноамериканци | 0 (0,0%) | 274 (24,3%) |
| Укупно            | 0        | 1.128       |